# Zijlroede (Lemmer)
De Zijlroede in Lemmer (Fries en officieel: Sylroede) is een kanaal in Friesland.
De Zijlroede loopt van het Stroomkanaal (Streamkanaal) naar de Lemstersluis. Over de Zijlroede liggen de Zijlroedebrug in de N359, de Oudesluisbrug en de Flevobrug. Aan de Zijlroede liggen jachthavens. Zijlroede is ook een straatnaam in Lemmer.